# Фудзівара но Нобуйорі
Фудзівара но Нобуйорі (*藤原 信頼, 1133 — 6 лютого 1160) — середньовічний японський політичний діяч кінця періоду Хейан.

## Життєпис
Походив з аристократичного роду Північних Фудзівара, гілки клану Фудзівара. Син Фудзівара но Тадатака і Фудзівара но Кіміко. Народився у 1133 році. 1144 року після проведення церемонії повноліття (гемпуку) отримав молодший п'ятий ранг. 1148 року призначено кокусі провінції Тоса.
1150 року призначено коуусі провінції Мусасі. 1151 року надано старший п'ятий ранг. 1152 року увійшов до імператорської ради. 1155 року отримав молодший четвертий ранг. Невдовзі стає коханцем імператора Ґо-Сіракави, завдяки чому стрімко зробив кар'єру. 1157 року призначено Лівим головою імператорських гвардійців. Того ж року стає власником старшого четвертого рангу.
1156 року після придушення заколоту на чолі з Фудзіварою но Йорінаґою фактична влада перейшла до Тайра но Кійоморі, який відсторонив Мінамото но Йосітомо від будь-яких посад. Фудзівара но Нобуйорі вирішив скористатися невдоволенням останнього для відновлення впливу Фудзівара в державі. 1157 року призначено очільником куродо-докоро (чільник імператорських архівів і діловодства). 1158 року призначено головою кебііші (очільником поліції і судів). Згодом надано старший третій ранг. Наприкінці року призначено старшим державним радником.
1159 року разом з Йосітомо захопив та запроторив під домашній арешт екс-імператора Ґо-Сіракаву, який фактично керував Японією. Нобуйорі з Йосітомо оголосили імператора Нідзьо єдиним володарем. На деякий час влада повернулася до клану Фудзівара, а Нобуйорі призначили великим державним міністром.
Проте невдовзі проти Нобуйорі виступив впливовий Фудзівара но Мітінорі, який перетягнув на свій бік наймогутніші буддійські монастирі. Також з прощі повернувся Тайра но Кійоморі. Внаслідок цього службовці адміністративного апарату та імператорські гвардійці стали підтримувати Тайра. Вони допомогли таємно звільнити Ґо-Сіракаву та викрасти імператора Нідзьо. Після цього заколотників стали залишати власні слуги. В результаті Фудзівара но Нобуйорі зазнав поразки. Він намагався втекти до східних провінцій, але його було схоплено і 1160 року страчено.